# Средња школа Житорађа
Средња школа Житорађа је средња школа у Житорађи. Основана је 1978. као део школе „15. мај” Прокупље.

## Историјат
Средња школа у Житорађи, основана је 1978. године као део школе 15. МАЈ у Прокупљу. Од 1982. године почиње да школује и браваре и електрозавариваче на другом степену стручне спреме. 1987. године постаје потпуна четвороразредна средња школа са пољопривредном и машинском струком. У саставу поменуте школе ради до 1993. године. Исте године постаје самостална и мења име у Пољопривредно-машинска школа у Житорађи. А од 2005. године одлуком Школског одбора мења назив у Средња школа, обогаћује своју образовну понуду увођењем подручја рада економија, право и администрације.

## Школа данас
Данас је то модерна васпитно-образовна установа са разноврсним и стручним наставним кадром, опремљена савременим наставним средствима, која броји 327 ученика, распоређених у 11 одељења, са 48 запослених (од чега је 39 наставника, док осталих 9 радника чини помоћно и административно особље).
Постаје мешовита школа са четири образовна профила у три подручја рада и то:
- ПОДРУЧЈЕ РАДА: Пољопривреда, производња и прерада хране

Образовни профил: ПОЉОПРИВРЕДНИ ТЕХНИЧАР-Пољопривредни техничар је образовни профил са најдужом традицијом у нашој школи. Настава из стручних предмета изводи се у кабинетима пољопривредне технике и на школској економији. Школа користи преко 10 хектара обрадивог пољопривредног земљишта на којем гаји различите пољопривредне културе и остварује изузетне приносе и сопствене приходе који се користе за унапређење васпитно образовног рада.
- ПОДРУЧЈЕ РАДА: Машинство и обрада метала

Образовни профил: МАШИНСКИ ТЕХНИЧАР МОТОРНИХ ВОЗИЛА-Практична настава из стручних предмета изводи се у сервисима за технички преглед моторних возила. Школа поседује радионицу за технички преглед возила са опремом за компјутерску дијагностику возила. Школа је за школску 2014/2015. склапањем уговора са ауто-школом обезбедила обуку и полагање испита за возаче Б категорије. У интересу школе је да и убудуће обезбеди ако не боље, бар једнаке услове за ученике овог смера.
- ПОДРУЧЈЕ РАДА: Економија, право и администрација

Образовни профил: Финансијски администратор је уведен од школске 2013/2014. године, иначе развијен по угледу на образовне профиле западноевропских земаља. Ученицима пружа неопходна знања из домена економије, омогућује запослење у било којој установи или студирање на свим факултетима из области друштвених наука.
Настава из стручних предмета изводи се у кабинетима савремене пословне кореспонденције, пословне информатике, рачуноводства и бироа за обуку.

## Сарадња са другим школама
Школа сарађује са институтима из Земун Поља, Новог Сада и Зајечара, са Вишом пољопривредном школом из Прокупља (огледна поља, семенски материјал...).

## Специфичности школе
Школа редовно учествује на регионалним и републичким такмичењима аутомеханичара и орача, као и на републичким такмичењима из рачуноводства и пословне информатике.

### Фестивал „Без муке до науке”
У организацији Средње школе се, већ трећи пут по реду ове године, одржава Фестивал науке "Без муке до науке". Поред ученика Средње школе из Житорађе, на фестивалу су учествовали и Гљиварско удружење из Ниша, Природно математички факултет из Ниша, Медицинска школа "Др Алекса Савић" из Прокупља, ОШ "Топлички хероји" из Житорађе, Канцеларија за младе општине Житорађа, основне и средње школе из региона, као и удружења грађана. Ученици се труде да на најбољи начин презентују знање које су током школовања стекли. Поред бројних експеримената из домена природних наука, одржана је и серија предавања и едукација из домена друштвених наука и економије.

## Галерија
- Средња школа
- Школско двориште
- Школски терен